# Atlas historique, généalogique, chronologique et géographique
Pour les articles homonymes, voir Atlas.
 (février 2023).
L'Atlas historique, généalogique, chronologique et géographique est un atlas historique réalisé par l'aristocrate français Emmanuel de Las Cases au cours de son émigration en Angleterre. Il est publié pour la première fois en 1801 en anglais à Londres, puis en France en 1803 et 1804 et republié régulièrement jusque dans les années 1830.

## Tableau de la transmigration des barbares

Le Tableau dans l'édition de 1809.

Le Tableau de la transmigration des barbares est une carte de format in-folio, intégrée à l'Atlas historique.
Dans l'édition d'origine de 1801, la carte, intitulée Map, Exhibiting the Transmigration, Course, Establishment, or Distruction of the Barbarians, that invaded the Roman Empire, occupe les deux-tiers d'une double page, le reste étant occupé par des textes détaillant le périple de chaque peuple.
La carte comporte des erreurs, comme le trajet des Huns, et par ailleurs simplifie énormément les différentes migrations, afin de les rendre facilement appréhendables par un novice.